# Học viện Mỹ thuật Eugeniusz Geppert
Học viện Mỹ thuật Eugeniusz Geppert ở Wrocław (tiếng Ba Lan: Akademia Sztuk Pięknych im. Eugeniusza Gepperta we Wrocławiu Eugeniusza Gepperta we Wrocławiu) là một tổ chức giáo dục đại học công lập được thành lập vào năm 1946 với tên gốc là Trường Cao đẳng Mỹ thuật. Từ năm 2008, trường đại học mang tên của họa sĩ bậc thầy người Ba Lan, Eugeniusz Geppert.

## Lịch sử
Vào tháng 1 năm 1946, theo lời giới thiệu của Bộ trưởng Bộ Văn hóa và Nghệ thuật Ba Lan, Eugeniusz Geppert được giao nhiệm vụ thành lập Trường Cao đẳng Mỹ thuật ở thành phố Wrocław bị tàn phá bởi chiến tranh. Hai tòa nhà đã được chọn để xây dựng trường học: Trường thủ công mỹ nghệ thành phố trước chiến tranh (hiện tọa lạc tại ul. Traugutta) và cựu Học viện Nghệ thuật và Thủ công Mỹ nghệ.
Nhân viên của các tổ chức mới thành lập bao gồm các họa sĩ như Leon Dołżycki, Emil Krcha, Stanisław Pękalski, Maria Dawska; họa sĩ, họa sĩ đồ họa và nhà thiết kế Stanisław Dawski, nhà thiết kế thủy tinh Halina Jastrzębowska, nhà thiết kế nội thất và nội thất Władysław Wincze và Marian Sigmund, cũng như các nhà soạn nhạc Julia Kotarbińska và Rudolf Krzywiec. Những năm tiếp theo đã mang lại cho các giảng viên và sinh viên tốt nghiệp nhiều thành công tại các triển lãm và cuộc thi nghệ thuật trong nước và quốc tế. Năm 1957, nổi lên Nhà hát của các giác quan (Teatr Sensybilistyczny) đã kết hợp hành động xảy ra của nhà hát thử nghiệm với nghệ thuật trình diễn.

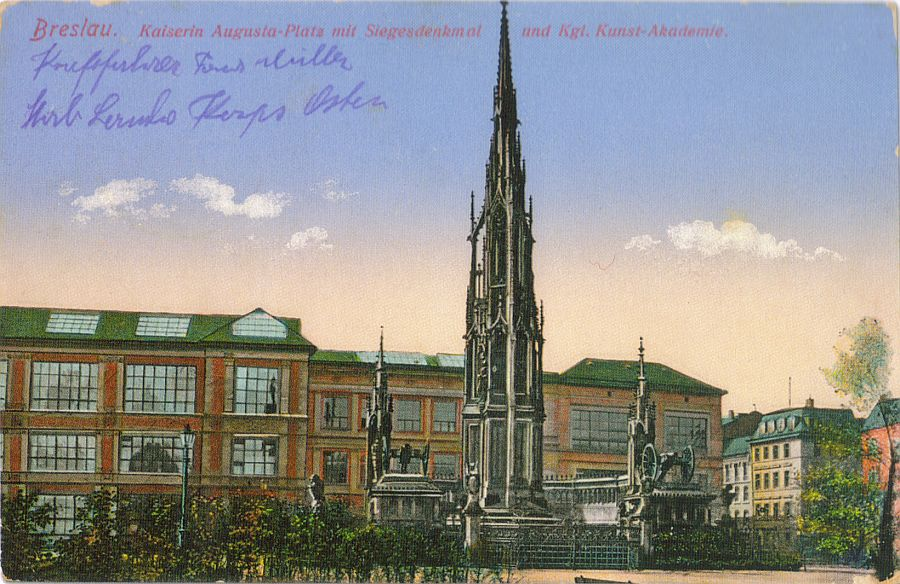
Cựu " Akademie für Kunst und Kunstgewerbe", ul. Vị trí Ba Lan 3/4

Kể từ khi thành lập, trường có các tên sau: Cao đẳng Mỹ thuật (1946 – 1949), Cao đẳng Mỹ thuật quốc gia (1949 – 1996), Học viện Mỹ thuật Wrocław (1996 – 2008) và kể từ 2008, là Học viện mỹ thuật Eugeniusz Geppert.

## Khoa
- Khoa hội họa và điêu khắc 
  - Khoa vẽ tranh
  - Khoa điêu khắc
  - Khoa giáo dục nghệ thuật
- Khoa Đồ họa và Truyền thông 
  - Khoa đồ họa
  - Khoa nghệ thuật truyền thông
- Khoa Kiến trúc và Thiết kế Nội thất 
  - Khoa thiết kế nội thất
  - Khoa thiết kế
- Khoa gốm sứ 
  - Khoa thiết kế

## Danh sách Hiệu trưởng của Học viện
- Eugeniusz Geppert - (1946-1950)
- Mieczysław Pawełko - (1950-1952)
- Stanisław Dawski - (1952-1965)
- Stanisław Pękalski - (1965-1967)
- Tadeusz Forowicz - (1967-1980)
- Jan Jaromir Aleksiun - (1980-1982)
- Rufin Kominek - (1982-1984)
- Michał Jędrzejewski - (1984-1990)
- Andrzej Klimczak-Dobrzański - (1990-1993)
- Konrad Jarocki - (1993-1999)
- Zbigniew Horbowy - (1999-2005)
- Jacek Szewchot - (2005-2012)
- Piotr Kielan - (2012-hiện tại)

## Cựu sinh viên đáng chú ý
- Małgorzata Baczyńska
- Jerzy Boroń
- Małgorzata Dajewska
- Tử thần Zbigniew
- Barbara Krzywicka-Wójcik
- Natalia LL (Natalia Lach-Lachowicz)
- Ludwika Ogorzelec
- Eugeniusz Molski
- Zdzisław Nitka
- Laura Pawela
- Ryszard Piegza
- Lech Rzewuski
- Krzysztof Skarbek
- Mirosław Struzik
- Igor Wójcik
- Mira elechower-Aleksiun
- Jan Geppert
- Tadeusz Ciemierkiewicz